# Romarinnor och romare: livet i antiken
Romarinnor och romare: livet i antiken är en bok av Tore Janson som skildrar livet för en handfull utvalda romarinnor och romare under romerska riket. Berättelserna som i första hand skildrar hur personerna tänkte och kände, är främst baserade på romarnas egna skrifter. Boken gavs ut 2006.